# 葉昇峻
寶島叫賣哥，本名葉昇峻，現為臺灣藝人，曾在台北萬華廣州街夜市叫賣，故被稱「寶島叫賣哥」。
2010拍攝“壹電視HD”形象廣告後，在該集團內強打行銷，逐漸打開人氣，因上《康熙來了》綜藝節目而廣為人認識。

## 成為節目邀請佳賓
葉昇峻成為節目邀請佳賓，包括2013年電視金鐘獎表演、2015年金曲獎引言人、2016年金犢獎頒獎人，當然也參與過下列各種的綜藝節目活動：
- 中天娛樂台，天天樂財神
- 中視，《陶子藝言堂》，台灣夜市之最！！絕無冷場！！夜市超級叫賣員！！
- 三立台灣台，《在台灣的故事》，尋找 青春海男。
- 中天綜合台，《SS小燕之夜》
- 超視，《大小姐進化論》
- 台視，《鑽石夜總會》
- 民視，《笑林武功蓋天下》
- 中天綜合台，《康熙來了》
- 國光幫幫忙
- 超級模王大道1 2
- 在台灣的故事
- 麻辣天后宮
- 陶子藝言堂
- 愛玩客
- WOW！侯麻吉
- 小燕之夜
- 全民大笑花
- WTO姐妹會
- 綜藝大集合
- 綜藝大熱門
- POWER星期天
- 新台灣大體驗
- 台灣真善美
- 我要POKE名人
- 木曜4超玩
- 歡樂智多星
- 三星報囍
- 瘋神無雙
- 專題人物
  - 台灣啟示錄-叫賣哥的夜市人生 艋舺賣之霸 20121218

## 電視
- 《清風無痕》
- 《高肇良師兄的故事》
- 《我的意外室友》

## 電影
- 《鐵獅玉玲瓏2》-叫賣哥

## 舞台劇
- 《我的媽媽欠栽培》

## 廣告
- OP 毛髮剋星潔毛拖
- 中華電信MOD廣告
- 壹電視新聞台廣告
- 新北市購物節活動
- 臺北市政府節電短片
- 經濟部節電神器
- 三星Galaxy手機廣告
- Intel 廣告
- 維他露基金會新鹼民運動廣告
- 味丹企業味味A泡麵（2016-2018年）

## 音樂作品
- 台語新浪潮2《上北夜快車》

## 外部連結
- 葉昇峻的Facebook專頁
- 葉昇峻的Instagram帳戶